# گویش استرآبادی
گویش استرآبادی گویشی از زبان مازندرانی یا بسیار نزدیک به زبان مازندرانی بود که تا قرن هفدهم توسط بومیان گرگان گویش می‌شده است. به نقل از دانشنامه ایرانیکا، مهم‌ترین کتاب به جا مانده از فضل‌الله نعیمی، جاوید نامه بود، اثری نثر که با گویش استرآباد نوشته شده است. همچنین نوم نامه به گویش استرآبادی است.
محمد بن احمد شمس‌الدین المقدسی جغرافی‌دان قرن چهارم هجری در کتاب احسن التقاسیم فی معرفة الاقالیم
آورده است: لِسانٌ قومِس و جُرجان مُتَقارِبانِ یَستَمِعونَ اِلها یَقولونَ هاده و هاکِن و لهٌ حَلاوَةٌ و لِسانُ اَهلِ طبرستانَ مُقارِبٌ لَها الّی فی عَجَلِهِ یعنی زبان کومش و گرگان بهم نزدیک است و می‌گویند هاده و هاکِن [«بِده» و «بِکُن»] و آن را حلاوتیست و زبان مردم طبرستان بدانها نزدیک است تفاوت ندارد مگر در شتاب
دانشنامه ایرانیکا گویش استرآبادی را گویشی از زبان مازندرانی یا گویشی بسیار نزدیک به آن می‌داند.
این گویش هم‌اکنون منقرض شده است. این گویش قرابت بسیاری با زبان مازندرانی و گویش‌های سمنانی داشته است.لغت‌نامه دهخدا نیز گویش قدیم گرگانی را جزوی از زبان مازندرانی و گویش‌های سمنانی دانسته و تصریح کرده است که هنوز هم در گرگان و روستاهای اطراف گرگان گویشوران زبان مازندرانی زندگی می‌کنند.بسیاری از نوشته‌های حروفیان به این گویش بوده است.
به نظر می‌رسد گویش گرگانی در جرجان قدیم (شهری در نزدیکی گنبد) گویش می‌شده است و در استرآباد (گرگان فعلی) گویش استرآبادی گویش می‌شده که هردو گویش چند قرن پیش منقرض شده‌اند. به گفته دکتر میر دهقان گویش گرگانی زیرمجموعه زبان مازندرانی می‌باشد و زبان مازندرانی به سه گویش غربی، مرکزی و شرقی تقسیم می‌شود.

## صرف فعل
افعال زیر بر اساس گویش استرآبادی صرف شده‌اند که تا قرن هفدهم میلادی زبان بومیان استرآباد بوده است.
| فعل                   | ۱ مفرد    | ۲ مفرد | ۳ مفرد  | ۱ جمع      | ۲ جمع    | ۳ جمع    |
| --------------------- | --------- | ------ | ------- | ---------- | -------- | -------- |
| فعل هستن(hasen)       | hasten    | hastiâ | hasti   | hastemâni  | hastâni  | hastene  |
| فعل نیستن (nisen)     | niyen     | niâ    | nini/ni | nimâni     | ninâni   | nine     |
| فعل دیدن (badiyen)    | badiyen   | badiyâ | badi    | badimâni   | badinâi  | badine   |
| فعل گفتن (bevaten)    | vâten     | vâtâ   | vâti    | vâtimâni   | vâtâni   | vâtene   |
| فعل ساختن (besaten)   | besâten   | besâtâ | besâti  | besâtimâni | besâtâni | besâtene |
| فعل رسیدن (baresiyen) | baresiyen | baresâ | baresi  | baresmâni  | baresâni | baresene |

## ادبیات طبریِ گرگانی
بخشی از ادبیات طبری را گویش استرآبادی تشکیل می‌دهد که کتاب‌هایی مانند محبت نامه، نوم نامه، جاودان نامه، محرم نامه، و لغت نامه ای به نام لغت‌استرآبادی به این گویش نگاشته شده‌اند که صادق کیا از روی این متون واژه‌نامه گرگانی را تهیه کرد.
- جاودان نامه:

سَبب چه بی که عیسی واتِی که با شِمِه هر چه واتِن به اشاره واتِن(طبری امروزی:سبب چه بی‌یه که عیسی باته که با شِما هر چه باتمِه به اشاره باتمه/فارسی:سبب چه بود که عیسی گفت که با شما هر چه گفتم به اشاره گفتم)
- نوم نامه:

واتِی که هَنِه کو تِنِ زمین سِرخ بو(طبری امروزی:باته که ونِه که تِنِ زمین سِرخ بوئه/فارسی:گفت که باید که زمینَت سرخ باشد)
- محبت نامه:

اکه واتِی چون قیامت ورسه(طبری امروزی:اون که باته چون قیامت ورسه/فارسی:انکه گفت چون قیامت برسد)